# Perfídia (regény)
A Perfídia történelmi romantikus és bűnügyi regény, James Ellroy amerikai író műve. A második L.A. Quartet első regényeként 2014. szeptemberében jelent meg. Négy korábbi regénye alkotta az első L.A. Quartet kvadrológiát.

## Cselekmény
A főszereplők: Hideo Asida, a Los Angeles-i Rendőrség japán származású vegyésze, Kay Lake, fiatal kalandvágyó nő, William H. Parker, a földön járó, nagy tehetségű, alkoholproblémával küzdő rendőrszázados, és Dudley Smith, a dublini születésű, de Los Angeles-i neveltetésű rendőrőrmester. A regény valós időben zajlik, 23 napot ölel fel, amelyben a történések időpontját a fejezetek címei, valamint Kay Lake naplóbejegyzéseinek idézete mutatják. Kay Lake egyik naplóbejegyzésének címe Perfídia, amit egy 1941. december 5-i saját készítésű rádióbejelentés követ, amelyet az akkor valóban működő Gerald L. K. Smith műsorvezető készített. Az első fejezet Hideo Asidával ismertet meg, 1941. december 6-án. Tekintettel arra, hogy a regényben számos valódi karakter jelenik meg, többen korábbi regényeiből, Ellroy egy dramatis personæ részt is készített, amely emlékeztet a karakter korábbi megjelenéseire a regényben, és rövid leírást is ad róluk.

## Fogadtatás és kritika
A Perfídia a The New York Times best sellers-listáján a 16. helyet érte el 2014. szeptember 28-án. 2014. szeptember 12-én a The New York Times szerkesztői ajánlata volt.  A Folio Prize Academy 2015-ben beválogatta abba a 80 könyvbe, amelyet a Folio-díjra javasolt.

## Magyarul
- Perfídia; ford. Illés Róbert; Jaffa, Bp., 2015 (Hard boiled)

## További információ
- https://www.jamesellroy.net/books/perfidia/ Archiválva 2018. február 28-i dátummal a Wayback Machine-ben Retrieved 2017-06-10
- https://www.nytimes.com/2014/09/07/books/review/james-ellroys-perfidia.html Retrieved 2015-06-27
- https://apps.npr.org/best-books-2014/#/book/perfidia-a-novel Retrieved 2017-06-10
- https://vimeo.com/107267635 Retrieved 2018-01-17